# Dontell Jefferson
Dontell Jefferson (Lithonia, 15 dicembre 1983) è un ex cestista statunitense.

## Palmarès
- Campione NBDL (2007)
- All-NBDL Third Team (2009)